# Giovanni Chiaramonte
Giovanni Chiaramonte (1948 Varese – 18. října 2023 Milán) byl italský fotograf a fotožurnalista.

## Životopis
Narodil se ve Varese v roce 1948 sicilským rodičům, původem z Gely, v roce 1961 se přestěhoval do Milána, kde dokončil svá filozofická studia a od 60. let se začal věnovat filmu a fotografii. Chiaramonte začal fotografovat na konci šedesátých let, v návaznosti na oživení figurativní formy, po velké abstraktní a neformální sezóně určitých trendů v pop-artu a konceptuálním umění.
Chiaramonteho obraz se utvářel po vzoru americké školy Alfreda Stieglitze a Minora Whitea, následně zapadá do teologické a estetické tradice východní církve , se kterou se setkává Pavel Nikolaevič Evdokimov, Olivier Clément a především, v ruském režisérovi Andreji Tarkovském a má jako hlavní téma vztah mezi místem a osudem v západní civilizaci.
V roce 1974 vystavoval díla „Sequenza nel tempo“ a „Dov'è la nostra terra“ v Galleria Il Diaframma Lanfranca Colomba; z toho roku je také Discorso di Natale (Vánoční řeč), série sekvenčních záběrů projevu Pavla VI. vysílaných veřejnoprávní televizí. V následujících dvou letech prohloubil svá teologická studia, přiblížil americkou fotografii a dílo Ugo Mulase; v roce 1977 založil s Luigim Ghirrim (s nímž později sdílel mnoho popisných podniků italské krajiny) a dalšími nakladatelství Punto e Virgola . Počátkem osmdesátých let zahájil svou produkci esejů a svou kurátorskou činnost výstavami „Itálie. Země formovaná člověkem“ a „současní španělští fotografové“. V roce 1984 byl mezi fotografy Luigiho Ghirriho na projektu „Viaggio in Italia“ ao dva roky později na „Exploreations on the Via Emilia“; v letech 1984 až 1988 dokončil dílo „Terra del return“. V roce 2005 vyšel svazek „Through the plain“, který shromažďuje snímky pořízené od roku 1987 a věnované tématu oblasti Pádské nížiny, kterou protínají dálnice.
Již od prvních výzkumů italské krajiny se Chiaramonteho dílo projevuje jako osobní sled obrazů, v nichž fotografie, byť jednotlivě významné, získávají jako celek mimořádnou narativní sílu.
Pro jeho fotografii je charakteristické použití čtvercového formátu, odvozeného od negativu 6x6. Čtverci přisuzuje symbolickou hodnotu, hodnotu vztahu mezi zemí a nebem, ve kterém všechny živly nacházejí své správné místo. 
Po výstavě a svazku Současná evropská fotografie, v němž v roce 1983 představil nejvýznamnější autory své generace, se nejprve věnoval vztahu místa a identity člověka svazky Zahrady a krajiny, 1983 a Poloostrov figur, 1993. Poté se věnuje zásadnímu dramatu o kořenech a osudu Západu v Land of Return, 1989, a Westwards, 1996. Elegie a zpáteční cesta do míst Středozemního moře je Na okraji moře, 1999.
V roce 1993 Chiaramonte věnoval výstavu Místo a identita v současné evropské fotografii Centru komunikačních studií a archivu  v Parmě. K dnešnímu dni CSAC spravuje sbírku  Giovanni Chiaramonte složenou z 517 fotografických tisků, reprezentativních děl pro celý rozsah autorovy činnosti. Materiál dochovaný v CSAC byl autorem deponován od roku 1975 a darován s notářským zápisem v roce 1994; pozadí bylo následně implementováno nově vyrobenými tisky a je stále aktualizováno. Tento fond je veřejný a plně konzultovatelný.
Po založení vydavatelského družstva „Punto e Virgola“ s Luigim Ghirrim v roce 1978 vedl v letech 1980 až 1989 stejnojmennou sérii pro Jaca Book. V roce 1990 založil fotografický cyklus Federica Motta Editore, který vedl až do roku 1993. V roce 1994 založil a řídil fotografický cyklus SEI v Turíně. V roce 2002 vytvořil sérii fotografií Edizioni della Meridiana z Florencie a v roce 2007 sérii fotografií Itaca/Ultreya .
V roce 2000 s básníky a spisovateli Mauriziem Cucchim, Milo De Angelisem, Lucou Doninellim, Umbertem Fiorim, Giovanni Rabonim, Davide Rondoni publikoval a vystavoval dílo Milano na Triennale. Středoměstské kruhy . U příležitosti restaurování fasády Scaly vytvořil autorův svazek In corso d'opera. Frammenti dalla Rocca byla vydána v roce 2002. Cefalù a v roce 2003 Dolce è la luce. Následně vydal Abitare il mondo: Europe, 2004, Berlín. Postavy, 2004, Přes rovinu, 2005, Bez úst, 2005. V roce 2010 byl přítomen na Expu v Šanghaji s Hidden v perspektivě. V roce 2010 vystavil L'altro_nei facials in places , originální dílo vytvořené mezi Palermem a Milánem, uspořádané do sekvencí triptychů s portrétem uprostřed.
Giovanni Chiaramonte vystavoval na osobních i kolektivních výstavách po celém světě a publikoval kolem stovky článků pro nejvýznamnější architektonické časopisy, především Lotus International . Pravidelně spolupracoval s časopisem o kinematografii a obrazové kultuře « duellanti », pro který redigoval sekci věnovanou fotografii.
Založil a režíroval fotografické série pro Jaca Book, Federico Motta Editore, Società Editrice Internazionale a Edizioni della Meridiana.
Další základní oblastí působení Giovanniho Chiaramonteho bylo vyučování mezi Palermem, Parmou , Milánem. Byl profesorem historie a teorie fotografie na IULM University of Milan, na Fakultě architektury v Palermu a na Master of "Form" v Miláně.
Zemřel v Miláně po dlouhé nemoci v roce 2023.

## Výstavy
- Diaframma, Milán 1974
- Galleria d’Arte Moderna, Modena 1975
- Studio Marconi, Milán 1983
- Deutsches Architekturmuseum, Frankfurt/M. 1986
- Biennale di Venezia 1992, 1993, 1997 e 2004
- Hunter College, New York 1997
- Ikona-Magazzini del Sale, Venezia 1998
- Fondazione Stelline, Milán 2005
- Palazzo Sarcinelli, Conegliano 2005
- Bugno Art Gallery Venezia, 2006
- Museo Civico, Padova 2007
- Triennale di Milano 2000-2009-2011
- Palazzo Costa Grimaldi, Acireale 2010
- Palazzo Sertoli, Sondrio 2010; Palazzo Corbelli, Fano 2011.
- L'Italia è un desiderio, Řím, 2023.

## Ceny a ocenění
- 24. října 2005, čestný titul v oboru architektura na univerzitě v Palermu, za dvacet let spolupráce na tématu města a soužití s časopisy (Lotus, Domus, Casabella, Abitare) a národními a mezinárodními institucemi (IBA Berlin, Triennale Milano, bienále Venezia, CCA Montreal).
- V roce 2006 mu profesor Italo Zannier udělil Cenu Friuli-Venezia Giulia za fotografii.
- 2007, cena „Oscar of Photography“ v Beneventu.
- 2009, cena „Rodolfo Pucci – La Fibula d'Oro“ v Castelnuovo di Garfagnana.
- 2012, PIDA Ischia Architectural Photography Award.

## Publikace

### Monografie
- La Creazione, Galleria d’Arte moderna, Modena 1975
- Giardini e Paesaggi, Jaca Book, Milán 1983
- Figuras de Ciudad, Museo de Arte Contemporaneo, Caracas 1988
- Terra del ritorno, Jaca Book, Milán 1989
- Lazio, Touring Club Italiano, Milán 1991
- Penisola delle Figure, Federico Motta Editore, Milán 1993
- Westwards, S.E.I., Torino 1996-1997
- Ai confini del mare, L’Epos, Palermo 1999
- Cerchi della città di mezzo, F. Motta Editore, Milán 2000
- In corso d’opera, Akzo Nobel Coatings, Cesano Boscone 2000
- Pellegrinaggi occidentali, I.S.S.F., Palermo/Alinari, Florencie 2000
- Frammenti dalla Rocca, Edizioni della Meridiana, Florencie 2002
- Dolce è la luce, Edizioni della Meridiana, Florencie 2003
- Abitare il mondo.EuropE, Soter Editrice, Villanova Monteleone 2004
- Berlin, Figure (portfolio), CUSL, Milán 2004
- Attraverso la pianura, Marietti 1820, Milán 2005
- Senza foce, Regione Lombardia, Milán 2005
- Come un enigma. Venezia, Edizioni della Meridiana, Florencie 2006
- Nascosto in prospettiva. Itaca/Ultreya 2007
- In Berlin, Electa-Triennale 2009
- Berlin, die Stadt, die immer wird, Schirmer/Mosel, Muenchen 2009
- L’altro_Nei volti nei luoghi, Fondazione Credito Valtellinese, 2010
- L’altro_Nei volti nei luoghi, Ultreya/Triennale, 2011
- Via Fausta, Cavallino Treporti Fotografia, 2012
- E.I.A.E._Et In Arcadia Ego, Ultreya, Milán 2012
- Interno perduto_L’immanenza del terremoto, Franco Cosimo Panini Editore, Modena 2012
- Inscape_Piccola creazione, Galleria San Fedele, Milán 2012
- Westwards. Immagini americane, Galleria San Fedele, Milán 2014
- Jerusalem_Figure della Promessa, LEV, Città del Vaticano, 2014

### Kolektivní svazky
- Idee Prozess Ergebnis, Internationale Bauausstellung Berlin, Berlino 1984
- Fasti barocchi, Electa, Napoli 1984
- Fotografi Siciliani, Focus Randazzo, Palermo 1986
- Tra città e città, Selenia, Cinisello Balsamo 1988
- Milano e il volto del suo governo, Selenia, Cinisello Balsamo 1989
- Gibellina Utopia Concreta, Federico Motta Editore, Milán 1989
- Roma, Peliti Associati, Řím 1991
- Berlino, Jaca Book, Milán; Wasmuth, Tubinga 1991
- Architettura e Spazio Sacro nella Modernità, Abitare Segesta, Milán 1992
- K.F. Schinkel, Federico Motta Editore, Milán; Nerea, Madrid 1993
- Muri di Carta, Electa, Milán 1993
- F.O. Gehry: America come contesto, Electa, Milán 1994
- Il centro altrove, Electa, Milán 1995
- 1987-97 Archivio dello spazio, Artè, Udine 1997
- Sul, Encontros de Fotografia, Coimbra 1997
- Venezia-Marghera, Charta, Milán 1997
- Luce, Oggetto e Architettura, Fondazione Stelline, Milán 1998
- L’Italia nel paesaggio, Ministero per i Beni Culturali, Řím 1999
- Mondocittà, Comune di Gonzaga, Gonzaga 2000
- La città delle Stelline, Fondazione Stelline, Milán 2000
- Paesaggi siciliani, Peliti Associati, Řím, 2001
- Catania in mostra, Tre sguardi sulla città, Comune di Catania 2002
- La visione dell’invisibile, Mondadori, Milán 2002
- Asfalto, Electa, Milán 2003
- Atlante italiano 003, DARC, Řím 2003
- Racconti dal paesaggio, Lupetti Editore, Milán 2004
- Gaetano Pesce, Il rumore del tempo, Charta, Milán 2005
- Entrez lentement, Editoriale Lotus, Milán 2005
- Mediterranea, Motta Editore, Milán 2005
- Alberto Bertagna, La città tragica, Diabasis, Reggio Emilia 2006
- Ereditare il paesaggio, Electa, Milán 2007
- G. Chiaramonte-P. Zermani, Contemporaneità delle rovine–Misura del paesaggio occidentale, Tielleci, Parma 2007
- Dopo la Sicilia, Skira, Milán 2008
- Che cos’è il design italiano, Electa, Milán 2008
- “…e si prese cura di lui”. Elogio dell’accoglienza, Fondazione Culturale S. Fedele, Milán 2009
- Il progetto dello sguardo, Cerruti Arte, Genova 2009
- Prima e dopo il Muro, Contrasto, Řím 2009
- Clear Light, Peliti Associati, Řím 2010
- “L’ora dell’architetto” in Gianni Braghieri. Architetture senza tempo, Il Poligrafo, Padova 2010
- Quali cose siamo, Electa, Milán 2010
- L’Expo di Shangai 2010. Il Padiglione Italiano. L’Italia dei fotografi, Triennale-Electa, Milán 2010
- Cantiere d’autore, Electa, Milán 2010
- La Bellezza nella Parola, Silvana, Cinisello B. 2011
- Evangeliario Ambrosiano, Curia di Milano, 2011
- Vincenzo Melluso_Una casa in Puglia, Ultreya-Itaca, Milán 2012
- Giuseppe Marinoni, Centro Studi FLA, SM OwnPublishing, Milán 2012
- Gloria Bianchino-A.C. Quintavalle, I Mille scatti per una storia d’Italia, CSAC, Parma/Skira, Milán 2012
- A.C. Quintavalle, Fuoco nero, Skira/CSAC, Milán-Parma, 2014
- Potsdam & Italien, La memoria dell’Italia nell’immagine di Potsdam, FHP, Potsdam, 2014
- G.Chiaramonte-A. Siza, La medida do Ocidente, Postcart, Řím 2015

### Časopisy
- Droga, in “L’Umana Avventura”, n. 3, 1978
- Giardini in Sicilia, in “Enciclopedia per fotografare Fabbri”, 1979
- Neon, in “Enciclopedia per fotografare Fabbri”, 1979
- Discorso di Natale, in “Enciclopedia per fotografare Fabbri”, 1979
- Sequenza nel tempo, in “Enciclopedia per fotografare Fabbri”, 1979
- Verso il celeste, in “L’Umana Avventura” n. 10, 1980
- Die Kraft und die Herrlichkeit der Fotografie, in “Camera Austria”, n. 19-20, 1984
- Bonjour Tristesse. Storia di un progetto, in “Lotus” n. 41, 1984
- Le voci di dentro. Mario Botta, in “Lotus” n. 47, 1985
- Viaggio nel Viaggio in Italia. XVII Triennale, in “Lotus” n. 51, 1986
- Berlino Kochstrasse. Aldo Rossi, in “Lotus” n. 56, 1987
- Wissenschaftszentrum, Berlin. James Sterling, in “Lotus” n. 57, 1988
- Chiesa di S. Giorgio, Montenars. Romano Burelli, in “Lotus” n. 63, 1989
- Cinque piazze a Gibellina. Franco Purini, in “Lotus” n. 65, 1990
- Negozi di Roberto Collovà, in “Domus” n. 727, 1991
- L’opera di Dimitris Pikionis, in “Lotus” n. 71, 1992
- Edgemar Development. Frank O. Gehry, in “Lotus” n. 73, 1992
- Galleria della Triennale. Gae Aulenti, in “Lotus” n. 83, 1994
- Berlin, in “Domus Dossier”, 1995
- Facoltà di Architettura, Porto. Alvaro Siza, in “Lotus” n. 88, 1996
- Chiesa di S. Pietro. Sigurd Lewerentz, in “Lotus” n. 92, 1996
- Museo Beyeler. Renzo Piano, in “Lotus” n. 97, 1998
- La casa italiana. Italo Rota, in “Lotus” n. 103, 1999
- Peter Zumtor all’Expo di Hannover, in “Domus” n. 828, 2000
- Jean Nouvel, KKL Luzern, in “Lotus” n. 107, 2000
- L’avventura del planning, Giovanni Chiaramonte, in “Lotus” n. 110, 2001
- Utopia a Siena. Adolfo Natalini, in “Domus” n. 845, 2002
- Guardando al Toronto Dominion Center, in “Lotus” n. 112, 2002
- L’altro nei volti e nei luoghi, in “Inoltre” n. 5, 2002
- La sindrome di Varese, in “Navigator” n. 5, 2002
- Italo Rota. Casinò Lugano, in “Domus” n. 867, 2004
- Luce marginale. Immagini da Firenze, in “Opere” n. 5, 2004
- La strada della visione, in “Lotus” n. 129, 2007
- Fondazione Querini Stampalia, in “Lotus” n. 136, 2008
- Natur-Park Suedgelaende, Berlin-Schoeneberg, in “Lotus” n. 144, 2010
- Neues Museum, Berlin, 1859-1943/45-2009, David Chipperfield’s Restoration, in “Lotus” n. 144, 2010
- La soglia magica, in “Lotus” 146, 2011
- Una scatola di luce, un gioco di sguardi, in “Domus” 987, 2015

### Kritické knihy a eseje
- Robert Frank, in “L’Umana Avventura”, n. 2, 1978
- Minor White, in “L’Umana Avventura”, n. 3, 1978
- Mathew Brady, in “L’Umana Avventura”, n. 6, 1979
- Nadar, in “L’Umana Avventura”, n. 10, 1980
- “Italy through the camera’s eye”, in A Country Shaped by Man, Fondazione Agnelli, Torino 1981
- Gianni Berengo Gardin, Fabbri, Milán 1982
- Fotografi spagnoli contemporanei, Comune di Termoli, 1982
- Paul Strand, in “Fotografia Oltre”, nn. 3, 5, 6, 1983
- Immagini della fotografia europea contemporanea, Jaca Book, Milán 1983
- Storia della fotografia, Jaca Book, Milán; Aperture, New York, Liblio Shuppan, Tokyo 1983
- Nuova fotografia inglese, Mazzotta, Milán 1984
- Mario Giacomelli, Baldini, Milán 1984
- Elio Ciol, Italia black and white, Jaca Book, Milán 1985
- Gabriele Basilico, Italia & France, Jaca Book, Milán 1986
- Paolo Monti, Milán negli anni cinquanta, Fondazione Monti, Milán 1986
- Gianni Berengo Gardin, Artè, Udine 1988
- La forma dell’obbiettività, in “Ottagono”, n. 93, 1989
- L’occhio di Polifemo, in “Ottagono”, n. 96, 1990
- Dall’apparenza alla visione, in “Ottagono”, n. 99, 1991
- Alle Americhe e ritorno, Federico Motta Editore, Milán 1991
- “Verso l’universale confine del giorno”, in Minor White, Federico Motta Editore, Milán 1992
- Obbiettivi critici, in “Lotus”, n. 72, 1992
- Paolo Monti, Federico Motta Editore, Milán 1992
- “Scritture della luce”, in Architettura e Spazio Sacro nella Modernità, Abitare Segesta, Milán 1992
- “Salva guardare”, in Spaccanapoli, Electa, Napoli 1992
- The Naked City, in “Lotus”, n. 75, 1993
- “L’eterno vedere” in Ikko. Japanesque, Federico Motta Editore, Milán 1994; Tóru Takemicu a Giovanni Chiaramonte. Ikkó Narahara: Japanesque.
- La fotografia ricordo di verità, in “Communio”, n. 140-141, 1995
- “L’occhio sull’infinito”, in Il Centro Altrove, Electa, Milán 1995
- La Fotografia: il viaggio come visione, in “Immagine Cultura”, n. 4, 1996
- “Paesaggi interiori”, in Fotografia e paesaggio, Guerini, Milán 1996
- (con P. Costantini) Luigi Ghirri. Niente di antico sotto il sole, SEI, Torino, 1997
- “Lo spazio del contemporaneo”, in L’Italia nel paesaggio, Ministero per i Beni Culturali, Řím 1999
- “In figura”, in Mondocittà, Comune di Gonzaga, Gonzaga 2000
- Le finestre del Million Dollar Hotel, in “Duel” n. 80, 2000
- Giacomelli. Il bianco e il nero oltre il folklore, “World Music” n. 42, 2000
- “Le sette luci di Andrej”, in Andrej Tarkovskij. Diari-Martirologio, Edizioni della Meridiana, Florencie, 2001
- “Lo sguardo e la città”, in Tre sguardi sulla città, Catania 2002
- (con A. A. Tarkovskij) Andrej Tarkovskij. Luce istantanea, Edizioni della Meridiana, Florencie, 2002
- “L’immagine indicibile”, in La visione dell’invisibile, Mondadori, Milán 2002
- Marco Zanta, Lontano, Centro S. Fedele, Milán, 2002
- “Statua della libertà”, in Bruce Davidson, Porto di New York, Autorità Portuale Venezia, 2002
- Oltre la storia il tempo, in “Duel” n. 95, 2002
- Drammaturgia della libertà, in “Duel” n. 96, 2002
- Joel. Meyerowitz, Città e destino, Edizioni della Meridiana, Florencie 2003
- La guerra in fotografia – 1, in “Duellanti” n. 3, 2004
- La guerra in fotografia – 2, in “Duellanti” n. 4, 2004
- La guerra in fotografia – 3, in “Duellanti” n. 6, 2004
- “Dolce è la luce”, in Tra luce e tenebra, Il Poligrafo, Padova 2004
- Mario Carrieri, Amata luce, Edizioni della Meridiana, Florencie 2004
- “L’angelo della visione”, in Orienti e Occidenti della Rappresentazione, Il Poligrafo, Padova 2005
- “L’eterno esprime un giorno”, in Francesco Zanot, Il momento anticipato, Edizioni della Meridiana, Florencie 2005
- “Una biografia occidentale”, in Robert Adams, Lungo i fiumi, Itaca/Ultreya, Milán 2008
- “Occhio Quadrato. Un prologo al Neorealismo”, in Incontro al Neorealismo, a cura di Luca Venti, Ente Nazionale dello Spettacolo, Řím 2008
- Il giardino nel deserto. Robert Adams, in “Duellanti” n. 47, 2009
- La guerra e la fotografia. Robert Capa e Gerda Taro, in “Duellanti” n. 53, 2009
- Tempi moderni. Fotografia a New York, in “Duellanti” n. 55, 2009
- Esiti imprevisti: Letizia Battaglia, Enrique Metinides, Arnold Odermatt, in “Duellanti” n. 56, 2009
- Dove siamo? Roger Ballen, in “Duellanti” n. 57, 2009
- Lo specchio infinito. Francesca Woodman, in “Duellanti” n. 58, 2010
- Il visibile oltre il visibile. Thomas Barbèy, in “Duellanti” n. 59, 2010
- Would you come home? Alec Soth: Mississippi/Niagara, in “Duellanti” n. 60, 2010
- Ai margini del secolo breve. Fotografia a Parigi 1920-40, in “Duellanti” n. 61, 2010
- La giustizia della forma. Piotr Jaxa e Krzysztof Kieslowski, in “Duellanti” n. 62, 2010
- Muovendo sulla scacchiera del mondo. Stanley Kubrick, in “Duellanti” n. 63, 2010
- Visioni di un nuovo mondo. Phillips Collection, in “Duellanti” n. 64, 2010
- Dal tramonto all’alba. Erwin Olaf, in “Duellanti” n. 64, 2010
- Tre secondi di eternità. Robert Doisneau, in “Duellanti” n. 66, 2010
- Un tempo perduto. Larry Clark, in “Duellanti” n. 67, 2011
- A occidente dell’Oriente. Ineffabile perfezione, in “Duellanti” n. 67, 2011
- L’immagine come esistenza. André Kértesz, in “Duellanti” n. 68, 2011
- Viaggio senza fine. Lee Friedlander, in “Duellanti” n. 69, 2011
- Abitare la lontananza. Wim Wenders, in “Duellanti” n. 70, 2011
- The Tree of Life, in “Duellanti” n. 71, 2011
- La salamandra dell’anima. Andrei Tarkovskij, in “Duellanti” n. 71, 2011
- Fotografi di un’isola plurale. La nuova scuola di fotografia siciliana, in “Duellanti” n. 74, 2011
- “Fotografi di un’isola plurima”, in La nuova scuola di fotografia siciliana, Silvana, Cinisello B. 2011
- “Fenomeno religioso e fotoreportage”, in Giornalismo e religione, LEV, Città del Vaticano 2012
- “Fotografia”, in Architettura del novecento, Einaudi, Torino 2012
- “Memoria di Macondo”, in Fausto Giaccone, Macondo, Postcart, Řím 2013
- “Il paesaggio nella fotografia di E. Detti”, in Edoardo Detti 1913-1984, Diabasi, Parma 2013
- “Esercizi sul visibile”, in Arti Visive e Architettura nella Società del Consumismo, Accademia di San Luca, Řím 2014